# Parapleustes oculatus
Parapleustes oculatus är en kräftdjursart. Parapleustes oculatus ingår i släktet Parapleustes och familjen Pleustidae. Inga underarter finns listade i Catalogue of Life.